# Verkhni Baliklei
Verkhni Baliklei (en rus: Верхний Балыклей) és un poble de l'óblast de Volgograd, a Rússia, segons el cens del 2010 tenia 1.730 habitants.